# Isaacs Sturm
Isaacs Sturm. Ein Mann und sein Kampf gegen den schrecklichsten Hurrikan der Geschichte (englischer Originaltitel: Isaac's Storm: A Man, a Time, and the Deadliest Hurricane in History) ist ein im September 1999 veröffentlichter New-York-Times-Bestseller von Erik Larson. Im Stile einer nicht-fiktionalen Erzählung, eines Tatsachenromans, verfolgt das Buch die Geschehnisse unmittelbar vor, während und nach dem Galveston-Hurrikan (1900). Im Februar 2000 erschien die von Bettina Abarbanell ins Deutsche übertragene Fassung beim S. Fischer Verlag.
Das Buch spielt in Galveston, einer geschäftigen Hafenstadt, zur Zeit der Jahrhundertwende, und richtet sein Hauptaugenmerk auf die Rolle von Isaac Cline bei der Zerstörung Galvestons durch den Hurrikan.

## Inhalt
Das Buch beginnt mit einem ruhelosen Isaac Cline in der Nacht vom Freitag, den 7. September 1900, dem Abend, bevor der Hurrikan das Land erreichte. Trotz aller gegenteiligen meteorologischen Anzeichen beschlich Isaac das ungute Gefühl, das irgendetwas nicht stimme. Larson lässt diesem Prolog einen Blick auf die Wissenschaft der Hurrikane und die ungewöhnlichen Umstände dieser Hurrikan-Saison folgen. Zum Ursprung des Sturms spekuliert Larson über die Entstehung von Hurrikanen. Er verfolgt den Weg des Sturms bis hin nach Galveston und beschreibt dabei die Menschen in Galveston und die Lebenskraft der Stadt. Die Erzählung wird durch das Einstreuen von Briefen und Telegrammen rund um das Sturmereignis belegt. Die besonderen Fähigkeiten kubanischer Meteorologen werden herausgestellt, sie werden aber vom selbstsicheren US-Wetterdienst und seinen Meteorologen völlig ignoriert. Der Hurrikan passiert Kuba und die Kubaner sagen ein Weiterziehen in Richtung Texas voraus, das Wetteramt hingegen glaubt an ein Auftreffen auf Florida. Larson beleuchtet währenddessen die Lebensumstände einiger Galvestoner Bürger am Vorabend des Sturms, insbesondere Isaac Clines.
Der Sturm zieht auf und beginnt, die Straßen zu fluten. Das ist zunächst nichts Ungewöhnliches, aber die Bedingungen verschlechtern sich zusehends und das Wasser steigt weiter. Plötzlich reißt die Verbindung zum Festland ab, keine Nachrichten oder Telegramme dringen mehr durch. Mittlerweile hat der Sturm die halbe Insel buchstäblich entwurzelt, Tausende getötet und den Überlebenden schwerste Zerstörungen hinterlassen. Auf dem Festland kommen Gerüchte auf und bald wird das volle Ausmaß der Schreckens sichtbar. Die Insulaner stehen vor den Trümmern ihrer zerstörten Stadt. Isaac hat seine schwangere Frau verloren und zweifelt an sich. Die Stadt wird zwar, um einige Meter erhöht, wieder errichtet, aber der Glanz vergangener Tage kehrt nicht mehr zurück, Houston hat Galvestons Rolle des bedeutendsten Hafens in Texas übernommen.
Die Erzählung ist mit vielen weiteren Details und Einzelschicksalen gespickt. Als Quellen, die sich mit Seitenbezügen dem Haupttext anschließen, gibt der Autor Clines veröffentlichte Erinnerungen Storms, Floods and Sunshine, Archive des Wetteramtes, erhalten gebliebene Briefe, Telegramme und Photographien, sowie Berichte Überlebender an.

## Isaac Cline
Isaac Monroe Cline (1861–1955) war von 1889 bis 1901 Chefmeteorologe in Galveston, der texanischen Abteilung des US-amerikanischen Wetterdienstes. Cline hatte durch einen von ihm verfassten Artikel in den Galveston Daily News, in dem er die Vorstellung nennenswerter Schäden durch einen Hurrikan in Galveston als „verrückte Idee“ verspottete, einen bedeutenden Einfluss auf die späteren Zerstörungen. Dieser Artikel hatte bei der Entscheidung, dass eine nach der Zerstörung des konkurrierenden Hafens von Indianola durch den Indianola-Hurrikan (1886) geplante Schutzmauer nicht gebaut worden war, eine wichtige Rolle gespielt.
Cline ist gutzuschreiben, dass er während des 1900er Hurrikans entgegen der Politik des Wetterdienstes eigenmächtig eine Hurrikanwarnung herausgab; diese Warnung kam allerdings zu spät für eine Evakuierung der Insel. Während des Hurrikans kehrte Isaac zurück nach Hause zu seiner schwangeren Frau, seinen drei Töchtern und seinem jüngeren Bruder Joseph. Die Clines versuchten dort den Sturm zu überstehen, aber die Wasserfluten hoben das Haus an und die Familie wurde von Clines Frau Cora, die schließlich ertrank, getrennt.

## Rezension
Das Buch wurde 2002 von der amerikanischen meteorologischen Gesellschaft mit dem Louis J. Battan Author’s Award ausgezeichnet.
Allgemein wird der packende Erzählstil gelobt, die Vermengung von Fakten und geschilderten Emotionen stößt aber ebenso auf Kritik wie die vereinfachte Darstellung von Technologiegläubigkeit und Hybris.